# Kirstie Alley
Kirstie Louise Alley, född 12 januari 1951 i Wichita, Kansas, död 5 december 2022 i Clearwater, Florida, var en amerikansk skådespelare.
Alley medverkade i TV-serien Skål, där hon gjorde rollen barägaren Rebecca Howe. Hon fick tre Emmy Awards, en Golden Globe Award och en stjärna på Hollywood Walk of Fame. Hon gjorde comeback 2005 när hon spelade huvudrollen i TV-serien Fat Actress, där tittarna får följa hennes försök att gå ned i vikt. Hon medverkade dessutom framgångsrikt i TV-serien Nord och Syd  1985–1986.
Alley var, från 1979, medlem av Scientologkyrkan. Hon valde att inte delta i spinoff-serien Frasier, eftersom hon inte trodde på psykiatri. Detta ligger i linje med L. Ron Hubbards och Scientologikyrkans motstånd mot psykiatri.
Alley var gift två gånger; mellan 1970 och 1977 med Bob Alley samt mellan 1983 och 1997 med skådespelaren Parker Stevenson. Tillsammans med Stevenson adopterade hon två barn.
Kirstie Alley avled i sviterna av tjocktarmscancer.

## Filmografi i urval

### Film
| År   | Titel                           | Roll             | Information                                        |
| ---- | ------------------------------- | ---------------- | -------------------------------------------------- |
| 1982 | Star Trek II: The Wrath of Khan | Lt. Saavik       | Nominerad—Saturn Award för Best Supporting Actress |
| 1984 | Blind Date                      | Claire Simpson   |                                                    |
| 1984 | Runaway                         | Jackie Rogers    | Nominerad—Saturn Award för Best Supporting Actress |
| 1987 | Summer School                   | Ms. Robin Bishop |                                                    |
| 1988 | Skjut för att döda              | Sarah Renell     |                                                    |
| 1989 | Titta, han snackar!             | Mollie Jensen    |                                                    |
| 1989 | Loverboy                        | Dr. Joyce Palmer |                                                    |
| 1990 | Madhouse                        | Jessie Bannister |                                                    |
| 1990 | Titta hon snackar också!        | Mollie Ubriacco  |                                                    |
| 1993 | Titta vem som snackar nu!       | Mollie Ubriacco  |                                                    |
| 1997 | For Richer or Poorer            | Caroline Sexton  |                                                    |
| 1999 | Drop-Dead Gorgeous              | Gladys Leeman    |                                                    |
| 2002 | Back by Midnight                | Gloria Beaumont  |                                                    |
| 2010 | Nailed                          | Aunt Rita        |                                                    |
| 2013 | Syrup                           | Sig själv        |                                                    |
| 2013 | Baby Sellers                    | Carla Huxley     |                                                    |

### TV
| År        | Titel                    | Roll                      | Info |
| --------- | ------------------------ | ------------------------- | --- |
| 1979      | Match Game               | Sig själv (tävlande)      | |
| 1983      | Masquerade               | Casey Collins             | (2 avsnitt) |
| 1985      | Nord och Syd             | Virgilia Hazard           | (miniserie) |
| 1986      | Nord och Syd II          | Virgilia Hazard           | (miniserie) |
| 1987–1993 | Skål                     | Rebecca Howe              | Emmy Award för Outstanding Lead Actress – Comedy Series (1991) Golden Globe Award för Best Actress – Television Series Musical or Comedy (1991) Nominerad—Emmy Award för Outstanding Lead Actress – Comedy Series (1988, 1990, 1992, 1993) Nominerad—Golden Globe Award för Best Actress – Television Series Musical or Comedy (1990, 1992, 1993) |
| 1991–1993 | Saturday Night Live      | Sig själv (värd)          | |
| 1994      | David's Mother           | Sally Goodson             | Emmy Award för Outstanding Lead Actress – Miniseries or a Movie Nominerad—Golden Globe Award for Best Actress – Miniseries or Television Film |
| 1996      | Peter and the Wolf       | Annie / Bird / Duck / Cat | |
| 1997      | Tandlöst                 | Dr. Katherine Lewis       | (TV-film) |
| 1997      | The Last Don             | Rose Marie Clericuzio     | (miniserie) Nominerad—Emmy Award för Outstanding Supporting Actress – Miniseries or a Movie |
| 1997–2000 | Veronica                 | Veronica Chase            | (även producent) Nominerad—Emmy Award för Outstanding Lead Actress – Comedy Series (1998) Nominerad—Golden Globe Award för Best Actress – Television Series Musical or Comedy (1998) Nominerad—Screen Actors Guild Award för Outstanding Performance by a Female Actor in a Comedy Series                                                         |
| 1998      | The Last Don II          | Rose Marie Clericuzio     | (miniserie) |
| 2001      | Blonde                   | Elsie                     | (miniserie) |
| 2003      | Profoundly Normal        | Donna Lee Shelby Thornton | (även exekutiv producent) |
| 2004      | While I Was Gone         | Jo Beckett                | |
| 2004      | Without a Trace          | Noreen Raab               | Avsnitt "Risen" |
| 2005      | Fat Actress              | Self                      | (även medskapare och medförfattare w/Brenda Hampton) (7 avsnitt) |
| 2006      | King of Queens           | Self                      | Avsnitt "Apartment Complex" |
| 2010      | Kirstie Alley's Big Life | Self (documentee)         | Reality-TV |
| 2011–2012 | Dancing with the Stars   | Self (contestant)         | Säsong 12 och säsong 15: All-Stars Reality Television |
| 2013–2014 | Kirstie                  | Maddie Banks              | 12 avsnitt |
| 2014      | Hot in Cleveland         | Maddie Banks              | Avsnitt "Bucket: We're Going to New York" |